# Alexander II av Georgien
Alexander II av Georgien, död 1510, var en georgisk monark. Han var kung i kungariket Georgien under 1478.